# Löwenbrauerei (Berlin)

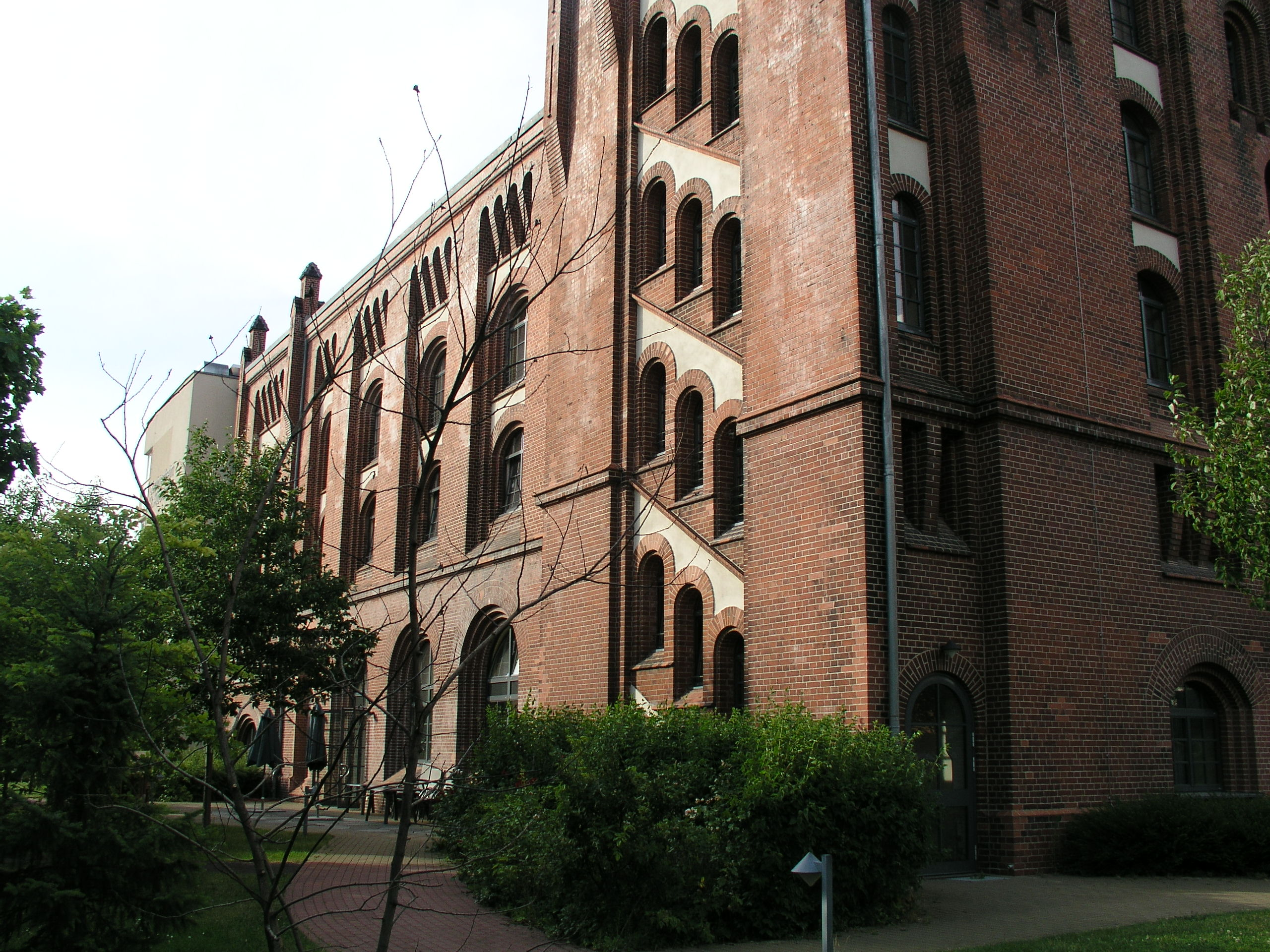
Mälzereigebäude der früheren Löwenbrauerei in Berlin-Alt-Hohenschönhausen

Die Löwenbrauerei war eine Ende des 19. Jahrhunderts eröffnete Brauerei im Berliner Ortsteil Alt-Hohenschönhausen. Sie beendete ihre Bierherstellung in den späten 1990er Jahren. Die im 21. Jahrhundert noch vorhandenen drei Gebäude stehen unter Denkmalschutz.

## Geschichte des Unternehmens

### Von der Gründung bis Ende des Zweiten Weltkriegs

Aktie über 100 RM der Löwenbrauerei-Böhmisches Brauhaus AG vom Januar 1929

Die Löwenbrauerei wurde auf Anregung des Gutsbesitzers Gerhard Puchmüller aus dem Jahre 1889 als Kommandit-Gesellschaft Brauhaus Hohenschönhausen 1892 in Hohenschönhausen gegründet. Die Brauereianlagen wurden bis zum Beginn der Produktion 1894 auf dem Areal Berliner Straße (heute Konrad-Wolf-Straße) / Oberseestraße / Degnerstraße errichtet. Das letzte durch die Baufirma Hermann Raebel fertiggestellte Gebäude war die Mälzerei nach Plänen des Baumeisters G. Lüdicke. Ab 1903 firmierte das Unternehmen in Löwenbrauerei AG Hohenschönhausen um. 1907 ließ die Familie des Brauereibesitzers in der Berliner Straße 14 durch den Architekten C. Eisele eine dreistöckige Villa hinzubauen. 1908 wurde die ehemals Westphalsche Brauerei in Zossen sowie die Kundschaft der Brauerei Stieber & Stimming in Fürstenwalde-Ketschendorf übernommen. 1912 erfolgte die Übernahme der Exportbierbrauerei in Ketzin. 1922 benannte sich das Unternehmen im Rahmen der Fusion mit der Böhmischen Brauhaus AG, Friedrichshain in Löwenbrauerei-Böhmisches Brauhaus AG Abt. II um. Zuletzt übernahm die Brauerei die Berliner Bergschloßbrauerei AG im Jahre 1927.
Bemerkenswert ist das Projekt der Gewinnung von Brauchwasser der Brauerei durch Auffüllung einiger Senken zum heutigen Obersee. Im Winter wurden aus dem zugefrorenen See auch Eisblöcke für die Transportkühlung gewonnen. Schließlich trug dieser neu geschaffene See maßgeblich zur Aufwertung des Bezirks und auch zur Gründung des Villenviertels am Orankesee bei.
Die Anlieferung der Brauzutaten und der Versand der Erzeugnisse erfolgte wahrscheinlich überwiegend per Bahn, da unmittelbar nördlich des Brauereigeländes die Industriebahn Tegel–Friedrichsfelde entlangführte und der dort gelegene Güterbahnhof Hohenschönhausen unweit von der Brauerei entfernt lag.
Eine Spezialität der Löwenbrauerei war das Potsdamer Stangenbier.

### Nachkriegszeit
Nach dem Zweiten Weltkrieg wurde die Produktion nicht wieder aufgenommen. Die DDR legte den Betrieb 1950 still. Das Mälzereigebäude diente ab 1952 als Lager und Kornbrennerei des VEB CAF Kahlbaum (später VEB Bärensiegel). In der Kornbrennerei wurden bis 1988 hochprozentiger Alkohol als Vorprodukt zur Spirituosenherstellung und Spritrektifikat als technischer Alkohol für den Bedarf der DDR hergestellt. Nach brandschutzbedingten Produktionseinschränkungen wurde der Betrieb 1989 eingestellt. Eine Nachfolgenutzung durch den VEB Bärensiegel wurde erst 1991 aufgegeben.
Im Jahr 1978 wurden die zuvor von der Löwenbrauerei-Böhmisches Brauhaus durch die Schultheiss-Brauerei übernommenen Betriebsteile in West-Berlin stillgelegt.

## Die Brauereigebäude

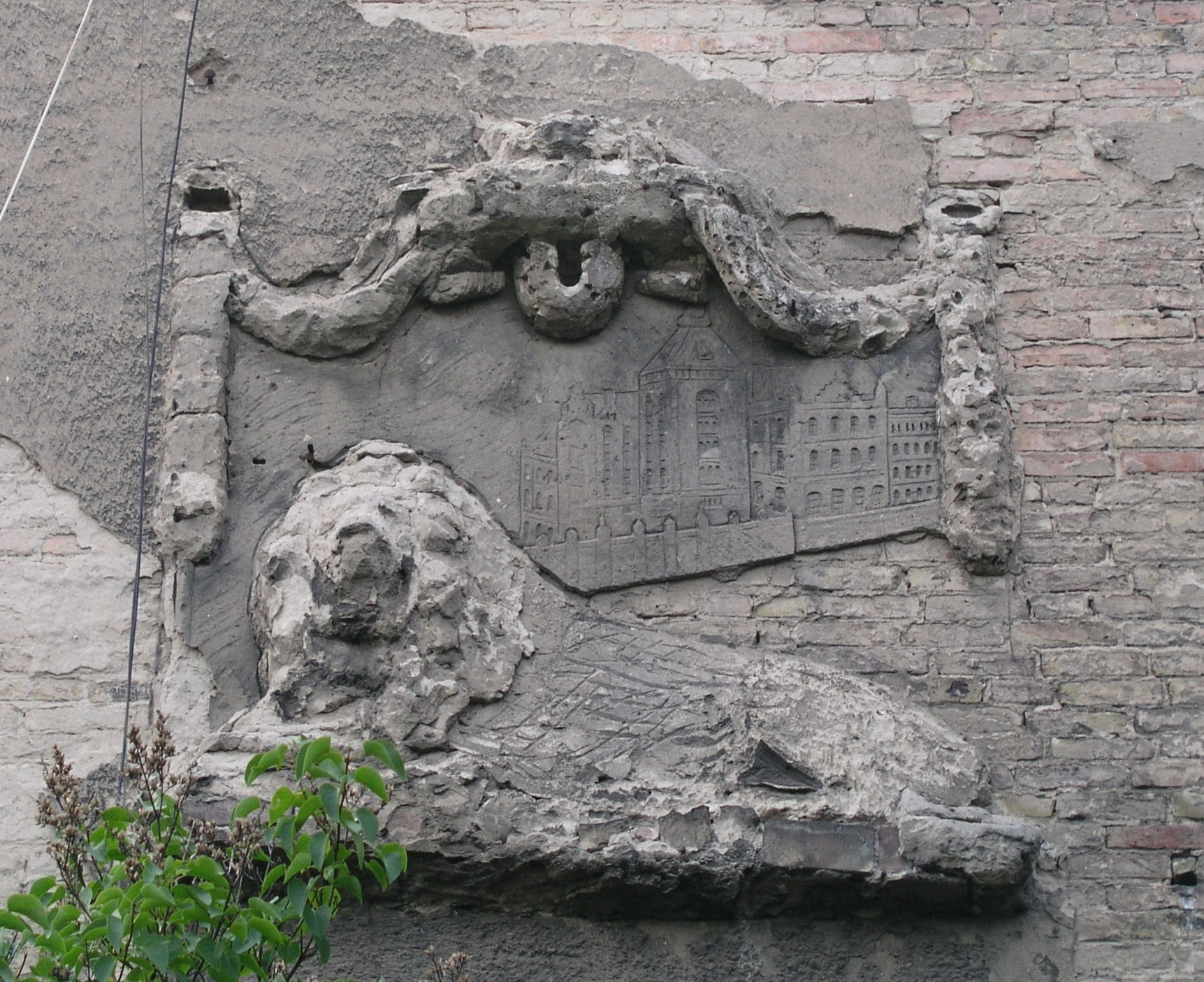
Reste des Fassadenschmucks der Löwenbrauerei mit einem liegenden Löwen und symbolisierten Fabrikgebäuden

In den Jahren 1944, 1956 und 1985 erfolgten an einigen (nicht genauer angegebenen) Gebäuden Erhaltungsarbeiten und Umbauten.
Zur Löwenbrauerei gehörten auch das „Gasthaus zum Alten Krug“, das in den 1910er Jahren zu den Festsälen Storchenhof aufgewertet wurde. In den 1930er Jahren kam es hier, bei ersten Konfrontationen zwischen Kommunisten und Nationalsozialisten anlässlich einer Rede von Joseph Goebbels, zu einer Saalschlacht. In den späten 1990er Jahren entstanden an dieser Stelle das Einkaufszentrum Storchenhof, Spielplätze und Grünanlagen.
Erst nach dem Mauerfall und den folgenden verwaltungsmäßigen Umstrukturierungen mit der Verschiebung der Bauaktivitäten auf Erhalt historischer Bauensembles konnte die Bezirksverwaltung Teile der Anlage verkaufen. Das vierstöckige Mälzereigebäude, aus unverputzten Backsteinen errichtet, gelangte an die Wohnungsbaugesellschaft, die es umfassend sanieren ließ. Die Mälzerei wurde zu Eigentumswohnungen. Ein moderner Erweiterungsbau auf der Fläche konnte an den Caritasverband vermietet werden. Dieser nutzt das Haus als Seniorenheim St. Albertus für rund 90 Personen.
Noch original erhalten sind im 21. Jahrhundert die Villa des Brauereibesitzers in der Konrad-Wolf-Straße 14 sowie das Verwaltungsgebäude. Diese stehen seit den 1990er Jahren unter Denkmalschutz, verfallen allerdings (siehe Bild Fassadendetail).

## Einige Brauerzeugnisse
- Löwen-Urgold[8]
- Pilsator[8]
- (Löwen)-Bockbier[8]
- Potsdamer Stangenbier[9]